# لوئل نورث
لوئل نورث (انگلیسی: Lowell North; ۲ دسامبر ۱۹۲۹ – ۲ ژوئن ۲۰۱۹) قایقران قایق بادبانی اهل ایالات متحده آمریکا بود.